# Nowosilski-Gletscher
Der Nowosilski-Gletscher ist ein 13 km langer und 3 km breiter Gletscher an der Südküste Südgeorgiens. Er fließt in westlicher Richtung von den Südwesthängen der Salvesen Range zur Nowosilski-Bucht.
Vermessen und benannt wurde der Gletscher im Zuge einer von 1928 bis 1929 dauernden deutschen Expedition des deutschen Forschungsreisenden Ludwig Kohl-Larsen. Namensgeber ist wie für die gleichnamige Bucht auch Leutnant Pawel M. Nowosilski, Offizier der Mirny unter Kapitän Michail Lasarew bei der ersten russischen Antarktisexpedition (1819–1821) unter der Leitung Fabian Gottlieb von Bellingshausens.